# Мусаев, Тамерлан Асламбекович
Тамерлан Асламбекович Мусаев (род. 30 июля 1997, Гудермес, Чеченская Республика, Российская Федерация) — российский гандболист, левый крайний российского клуба «СГАУ-Саратов».

## Биография
Тамерлан родился в городе Гудермес Чеченской Республики.

## Карьера
Тамерлан - воспитанник волгоградского гандбола. Первый тренер - Рафаэль Самитов. Со временем, когда  Рафаэль Назирович стал главным тренером "Каустика" Мусаев стал играть и там под его руководством. Также привлекался в молодёжную сборную России. В 2021 году Мусаев перешёл по окончании сезона из волгоградского «Каустика» в саратовский клуб СГАУ-Саратов.

## Статистика
| Сезон        | Клуб         | Лига      | Матчи | Голы | 7-метр | Голы | передачи | перехваты |
| ------------ | ------------ | --------- | ----- | ---- | ------ | ---- | -------- | --------- |
| 2021/22      | СГАУ-Саратов | Суперлига | 17    | 32   | 0      | 32   | 4        | 7         |
| 2021-по н.в. | Итого        | Суперлига | 17    | 32   | 0      | 32   | 4        |           |

- В 2018 году Мусаев был признан лучшим молодым игроком российской Суперлиги.
- В 2021 году Мусаев был признан лучшим левым нападающим российской Суперлиги.

## Семья
Младший брат Тамерлана, Абубакар — тоже гандболист. 